# Homo Zapping
Homo Zapping és un programa de televisió espanyol humorístic produït per El Terrat per a la seva emissió a la cadena Neox. Anteriorment, va ser emès entre 2003 i 2007 en Antena 3. Després de complir cent emissions, el programa va prendre un descans i va tornar amb un altre pseudònim anomenat Homo Zapping News. Va ser retirat de la graella al febrer de 2007, a causa dels seus baixos nombres d'audiència. En 2017 es va anunciar seva tornada, aquest cop a Neox.

## Història
Nascut el 2003, consistia en paròdies de programes populars en la televisió espanyola. El format imita els programes de zàping (d'aquí el títol), i cada setmana un convidat al programa juga amb els personatges. Un dels jocs més típics és sotmetre al convidat a una paròdia del concurs Pasapalabra.
Va rebre el Premi Ondas al Millor Programa d'Entreteniment (2004), el Premi ATV al Millor Programa d'Entreteniment (2005). Igualment, va ser guardonat amb el TP d'Or al Millor Programa d'Entreteniment (2005) i el Premi Zàping al Millor Programa d'Entreteniment (2005).
Homo zàping va ser un programa de paròdia televisiva pura, i d'aquí la seva novetat. En aquesta època, en la televisió espanyola no hi havia més paròdies de personatges que Carlos Latre, i les paròdies de la televisió eren en tot cas una secció d'un programa (Cruz y Raya). A Homo Zapping, cada esquetx recreava el programa parodiat: informatius, concursos, programes infantils, etc. Comptava amb uns actors capaços d'imitar i exagerar els trets i manies dels seus personatges, i uns guionistes que es fixaven en aquests detalls i els subvertien mitjançant l'humor. Per aquestes raons, el programa va resultar molt criticat per part d'alguns rostres famosos que eren parodiats habitualment.
D'altra banda, després de la seva final en 2007, el 30 de desembre de 2016 es va emetre a Neox un especial amb nous sketches i l'emissió de les precampanades des de la Puerta del Sol. Després del bon acolliment d'aquest especial, Atresmedia va encarregar al Terrat una temporada completa, que va ser estrenada el 4 de juny de 2017 a les 22.30h. Així, el 30 de desembre de 2017, a causa de l'èxit de l'any anterior, es va fer un nou especial de Feliz Año Neox i es va emetre una altra temporada en l'estiu de 2018. La seva última emissió va tenir lloc el 30 de desembre de 2018 amb el tercer especial de Feliz Año Neox.

## Actors

### Repartiment general
- José Corbacho, director. Parodiava, entre d'altres, a Pedro Erquicia, José Luis Garci, Javier Sardá, Jorge Javier Vázquez, Gerardo Castilla (El comisario) i Fernando Olmeda.
- Yolanda Ramos. Parodiava, entre d'altres, a Lola (Un paso adelante), María Teresa Campos, Ana Obregón i Belén Esteban.
- Paco León (2003-2005). Parodiava, entre d'altres, a Rober (Un paso adelante) Matías Prats, Bertín Osborne, Anne Igartiburu i Raquel Revuelta.
- Silvia Abril. Parodiava, entre d'altres, a Ana Rosa Quintana, Cayetana Guillén Cuervo, Patricia Gaztañaga, Esther Malagón, Isabel Gemio, Terelu Campos i Susanna Griso.
- Mónica Pérez. Parodiava a Kay Rush, Cristina Pedroche, Carmen Porter, Ana Pastor, Lucrecia i Monica Naranjo.
- Jordi Ríos. Parodiava, entre d'altres, a Iker Jiménez, Quique Peinado, Alaska, Chenoa, Eduard Punset, Esperanza Gracia, Carmen Sevilla i Moscú (La casa de papel).
- Alexandra Palomo. Parodiava, entre d'altres, a Lydia Bosch, Rocío Madrid, Lorena Berdún, Emma García i Àngels Barceló.
- Fermí Fernández. Parodiava, entre d'altres, a Karlos Arguiñano, Miki Nadal, Jaime Cantizano i a Carlos Sobera.
- Josep Ferré. Parodiava a Jesús Vázquez, Deborah Ombres i Antonia Dell'Atte.
- David Ramírez. Parodiava, entre d'altres, a Kristian Pielhoff, David Muñoz, Antonio Alcántara (Cuéntame cómo pasó) i Vilches (Hospital Central).
- Joan Bentallé. Parodiava, entre d'altres, a Jorge Javier Vázquez i Jordi Hurtado.
- Pep Plaza. Parodiava, entre d'altres, a Jordi González, Boris Izaguirre i J. J. Santos
- Edu Soto: Diversos personatges
- Esther Soto: Parodiava, entre d'altres, a Chelo García-Cortés.
- Manolo Ochoa: Diversos personatges
- Toni Moog: Diversos personatges
- Raúl Pérez: Parodiava a Alberto Chicote, Arturo Valls, Josep Pedrerol i Antonio García Ferreras
- David Fernández: Parodiava a Risto Mejide, Eduardo Inda, Pablo Iglesias, Frank Blanco i Berlín (La casa de papel)
- Elías Torrecillas: Parodiava a Mario Vaquerizo, Anna Simon, Frank Cuesta i Denver (La casa de papel).
- Anna Bertrán: Parodiava a Cristina Pedroche (Especial Nochevieja)
- Olga Hueso: Parodiava a María Teresa Campos, Mercedes Milá i Gloria Serra
- Marta Corral: Parodiava a Emma García
- Javier Quero: Parodiava a Bertín Osborne
- Federico de Juan: Parodiava a Manel Fuentes
- Max Marieges: Parodiava a Jordi Évole
- Carles Roig: Parodiava a El Profesor (La casa de papel), Lorenzo Caprile, Roi (OT) i Juanra Bonet.
- Alba Florejachs: Parodiava a Nairobi (La casa de papel), Raquel Murillo (La casa de papel) i María Escoté
- Paloma Jiménez: Parodiava a Tokio (La casa de papel), Aitana (OT) y Mónica Carrillo
- Aitor Galisteo: Parodiava a Paquita Salas, Joaquín Reyes.

Especials:
- Mariví Bilbao com a Azofaifa, l'assistenta i ella mateixa, a l'esquetx de Pasapalabra.
- Paz Padilla com a Professora de Ballet.
- Antonia San Juan com a Matias 2.
- Josema Yuste com ell mateix.
- Daniel Guzmán com el Pare Luisma.
- María Patiño com a la Cuinera.
- Jorge Sanz com a ell Ladre.
- Esther Arroyo com a Anfitriona.
- Ben DeMarco com a Gino.
- Andreu Buenafuente com a Zacarías Prats.
- Juanjo Pardo com a Germán.
- Mireia Portas com a Rebeca.
- Miquel Àngel Ripeu com a Lolo.
- Imanol Arias és Antonio Alcántara.

### Invitats

#### 1a Etapa
- Alaska
- Alexis Valdés
- Alicia Senovilla
- Ana García Lozano
- Ana García Siñeriz
- Ana Obregón
- Andreu Buenafuente
- Andy y Lucas
- Àngel Llàcer
- Anne Igartiburu
- Antonia Dell'Atte
- Antonia San Juan
- Antonio Gala
- Arturo Fernández
- Bárbara Rey
- Beatriz Luengo
- Belén Esteban
- Ben DeMarco
- Bibiana Fernández
- Blanca Portillo
- Carlos García Hirschfeld
- Carlos Larrañaga †
- Carlos Latre
- Carmen Janeiro
- Carmen Sevilla
- Carolina Ferre
- Chelo García Cortés
- Concha Cuetos
- Constantino Romero †
- Coto Matamoros
- Cristina Aguilera
- Daniel Guzmán
- David Bustamante
- Emma García
- Encarna Salazar
- Esther Arroyo
- Estopa
- Fernando Alonso
- Gomaespuma
- Imanol Arias
- Inés Ballester
- Isabel Gemio
- Ivonne Reyes
- Jaime Bores
- Jaime Cantizano
- Javier Coronas
- Javivi
- Jordi Hurtado
- Jordi Rebellón
- Jorge Cadaval
- Jorge Fernández
- Jorge Sanz
- José Luis Garci
- José Manuel Parada
- José María Íñigo
- Joselito
- Josema Yuste
- Juan Ramón Lucas
- Juanjo Pardo
- Kay Rush
- Las Supremas de Móstoles
- Lydia Lozano
- Malena Alterio
- Manu Chonchez
- María Barranco
- María Jiménez
- María Patiño
- María Teresa Campos
- Mariano Mariano
- Mariví Bilbao †
- Massiel
- Miguel Bosé
- Miquel Àngel Ripeu
- Mireia Portas
- Miki Nadal
- Natalia
- Natalia Verbeke
- Nicki
- Nuria Roca
- Pablo Carbonell
- Paco León
- Patricia Gaztañaga
- Paula Vázquez
- Paz Padilla
- Pedro Reyes †
- Raquel Revuelta
- Rosa López
- Rosario Pardo
- Rossy de Palma
- Santi Millan
- Santiago Segura
- Sara Montiel †
- Sofía Mazagatos
- Susanna Griso
- Tamara
- Terelu Campos
- Teresa Viejo
- Toñi Salazar
- Víctor Sandoval

#### 2a Etapa
- Alberto Chicote
- Ana Guerra
- Ana Morgade
- Arturo Valls
- Chenoa
- Cristina Pardo
- Cristina Pedroche
- Edu Soto
- Jorge Fernández
- José Corbacho
- Juanra Bonet
- La Terremoto de Alcorcón
- Octavi Pujades

## Paròdies

### Paròdies (1a Etapa: 2003-2007)

#### Programes de televisió
- 7 días, 7 noches
- A tu lado
- Ahora
- Alerta 112
- ¡Allá tú!
- Antena 3 Noticias
- Aquí hay tomate
- Aventura en África
- Bricomanía
- Buenafuente
- Cada día
- Channel n°4
- Cine de barrio
- Corazón
- Corazón, Corazón
- Crónicas marcianas
- Cruz y Raya Show
- Cuarto milenio
- Del 40 al 1
- Día a día
- Diario de
- Documentos TV
- ¿Dónde estás corazón?
- Dos rombos
- El club de la comedia
- El día después
- El diario de Patricia
- El loco de la colina
- El programa de Ana Rosa
- Escuela de sabores
- España directo
- Estoy por ti
- Estrenos de cartelera
- Eurosport
- Gente
- Gran Hermano
- Gran Hermano VIP
- Hay una carta para ti
- Informativos Telecinco
- Karlos Arguiñano en tu cocina
- La casa de tu vida
- La granja
- La hora de la verdad
- La línea de la vida
- La vida es rosa
- Las cerezas
- Lo que inTeresa
- Los Lunnis
- Lluvia de estrellas
- Mira quién baila
- Moto GP
- MTV Hot
- Música 1
- Naturaleza salvaje
- Negro sobre blanco
- Noche de fiesta
- Noche de impacto
- Noche Hache
- Nosolomúsica
- Noticias Cuatro
- Operación Triunfo
- Pasapalabra
- Pecado original
- Por la mañana
- ¡Qué grande es el cine!
- ¿Quién quiere ser millonario?
- Ratones coloraos
- Redes
- Sábado Noche
- Saber vivir
- Saber y ganar
- Sabor a ti
- Sportmanía
- Telecupón
- Telediario
- TNT
- U-24
- Un, dos, tres
- Versión española

#### Sèries de televisió
- 7 vidas
- 24
- Ana y los siete
- Aquí no hay quien viva
- Colombo
- CSI: Miami
- CSI: Las Vegas
- Cuéntame cómo pasó
- Curro Jiménez
- Dallas
- El comisario
- El cuerpo del deseo
- El equipo A
- Embrujadas
- Heidi
- Hospital Central
- Kung Fu
- La casa de la pradera
- Los ángeles de Charlie
- Los Serrano
- Los Simpson
- Los vigilantes de la playa
- Machos
- Mi gorda bella
- Mis adorables vecinos
- Motivos personales
- Mujeres desesperadas
- Paco y Veva
- Pasión de gavilanes
- Shin Chan
- Without a Trace
- Star Trek
- Un paso adelante
- Vacaciones en el mar
- Verano azul
- Vientos de agua
- Walker, Texas Ranger

### Paròdies (2ª Etapa: 2016-2018)

#### Programes de televisió
- ¡Ahora caigo!
- Al rojo vivo
- Antena 3 Noticias
- Arusitys
- ¡Boom!
- Cámbiame
- Chester
- Cuarto Milenio
- El chiringuito de jugones
- El jefe infiltrado
- El objetivo
- El programa de Ana Rosa
- Equipo de investigación
- Espejo público
- First Dates
- Karlos Arguiñano en tu cocina
- La casa de empeños
- La ruleta de la suerte
- La voz
- Las Campos
- Las Kardashian
- Maestros de la costura
- MasterChef
- MasterChef Celebrity
- Mi casa es la tuya
- Mujeres y hombres y viceversa
- Operación Triunfo
- Pasapalabra
- Pesadilla en la cocina
- Salvados
- Tu cara me suena
- Tu cara no me suena todavía
- Urgencias bizarras
- Ven a cenar conmigo
- Zapeando

#### Sèries de televisió
- Arde Madrid
- Cuéntame cómo pasó
- El cuento de la criada
- El Ministerio del Tiempo
- Élite
- Fariña
- La casa de las flores
- La casa de papel
- Paquita Salas
- The Big Bang Theory

## Audiències

### Episodis i audiències en Antena 3
A continuació es mostren les audiències mitjanes de tres intervals d'emissió del programa en Antena 3, concretament entre 2003 i 2005:
- 09/12/2003 a 30/12/2003 - 18,3% quota de pantalla (2.416.200 espectadors).
- 06/01/2004 a 24/12/2004 - 18,5% quota de pantalla (2.882.400 espectadors).
- 02/01/2005 a 15/07/2005 - 22,1% quota de pantalla (3.184.000 espectadors).

### Episodis i audiències en Neox
En aquest subapartat, per contra, s'indiquen les audiències mitjanes per temporades de la segona etapa del programa, a més de les dades detallades de cada emissió.
| Temporada | Temporada | Episodis | Estrena            | Final                | Audiència mitjana | Audiència mitjana | Audiència mitjana |
| Temporada | Temporada | Episodis | Estrena            | Final                | Espectadors       | Quota             |                   |
| --------- | --------- | -------- | ------------------ | -------------------- | ----------------- | ----------------- | ----------------- |
|           | 1         | 13       | 4 de juny de 2017  | 16 de juliol de 2017 | 385 000           | 2,4%              |                   |
|           | 2         | 13       | 17 de juny de 2018 | 29 de juliol de 2018 | 333 000           | 2,2%              |                   |

#### Temporada 1 (2017)
| Núm. | Data d'emissió       | Espectadors | Quota |
| ---- | -------------------- | ----------- | ----- |
| 01   | 4 de juny de 2017    | 486 000     | 2,7%  |
| 02   | 11 de juny de 2017   | 491 000     | 2,7%  |
| 03   | 11 de juny de 2017   | 396 000     | 2,3%  |
| 04   | 18 de juny de 2017   | 384 000     | 2,3%  |
| 05   | 18 de juny de 2017   | 368 000     | 2,2%  |
| 06   | 25 de juny de 2017   | 289 000     | 1,7%  |
| 07   | 25 de juny de 2017   | 312 000     | 1,9%  |
| 08   | 2 de juliol de 2017  | 421 000     | 2,8%  |
| 09   | 2 de juliol de 2017  | 409 000     | 2,6%  |
| 10   | 9 de juliol de 2017  | 340 000     | 2,3%  |
| 11   | 9 de juliol de 2017  | 265 000     | 1,8%  |
| 12   | 16 de juliol de 2017 | 404 000     | 3,0%  |
| 13   | 16 de juliol de 2017 | 437 000     | 3,2%  |

#### Temporada 2 (2018)
| Núm. | Data d'emissió       | Espectadors | Quota |
| ---- | -------------------- | ----------- | ----- |
| 01   | 17 de juny de 2018   | 443 000     | 2,5%  |
| 02   | 17 de juny de 2018   | 338 000     | 2,2%  |
| 03   | 24 de juny de 2018   | 385 000     | 2,4%  |
| 04   | 24 de juny de 2018   | 320 000     | 2,0%  |
| 05   | 1 de juliol de 2018  | 443 000     | 2,7%  |
| 06   | 1 de juliol de 2018  | 415 000     | 2,7%  |
| 07   | 8 de juliol de 2018  | 269 000     | 1,9%  |
| 08   | 8 de juliol de 2018  | 279 000     | 1,9%  |
| 09   | 15 de juliol de 2018 | 284 000     | 2,0%  |
| 10   | 15 de juliol de 2018 | 268 000     | 1,9%  |
| 11   | 22 de juliol de 2018 | 365 000     | 2,7%  |
| 12   | 22 de juliol de 2018 | 287 000     | 2,1%  |
| 13   | 29 de juliol de 2018 | 237 000     | 1,8%  |